# Joseph Banga
Joseph Banga Bane (ur. 19 maja 1957 w Miala) – kongijski duchowny katolicki, biskup Buta w latach 1996–2021.

## Życiorys
Święcenia kapłańskie przyjął 15 sierpnia 1983.

## Episkopat
15 grudnia 1995 Jan Paweł II mianował go biskupem koadiutorem diecezji Buta. Sakry biskupiej udzielił mu 11 kwietnia 1996 biskup Joachim Mbadu. Rządy w archidiecezji objął 27 września 1996, po przejściu na emeryturę poprzednika. 17 maja 2021 papież Franciszek przyjął jego rezygnację z pełnionej funkcji.